# Yo soy muy macho
Yo soy muy macho es una película de comedia y drama mexicana de 1953 dirigida por José Díaz Morales y protagonizada por Silvia Pinal, Miguel Torruco, Gina Romand y Antonio Aguilar. Esta película marca el debut cinematográfico de la actriz cubana, Gina Romand.

## Argumento
Una joven debe vestirse de hombre para sustituir a su hermano piloto, preso por parrandero, para que no sea despedido.

## Reparto
- Silvia Pinal como Mario / María Aguirre
- Miguel Torruco como Pablo Galán
- Gina Romand como Mercedes Galán
- Antonio Aguilar como Tony
- Miguel Ángel Ferriz
- Salvador Quiroz
- Fernando Soto «Mantequilla»
- Enrique Zambrano

## Estreno
La película fue estrenada el 29 de octubre de 1953 en los cines Palacio Chino, Atlas y Popotla.